# Swainsona incei
Swainsona incei är en ärtväxtart som beskrevs av William Robert Price. Swainsona incei ingår i släktet Swainsona och familjen ärtväxter. Inga underarter finns listade i Catalogue of Life.